# أنطونيو بوبيشون
أنطونيو بوبيشون (بالفرنسية: Antonin Bobichon) (14 سبتمبر 1995 بفرنسا - ) هو لاعب كرة قدم فرنسي في مركز الهجوم. لعب مع نيم أولمبيك.

## روابط خارجية
- أنطونيو بوبيشون على موقع قاعدة بيانات كرة القدم.إي يو (الإنجليزية)
- أنطونيو بوبيشون على موقع Soccerway.com (الإنجليزية)
- أنطونيو بوبيشون على موقع عالم كرة القدم.نت (الإنجليزية)
- أنطونيو بوبيشون على موقع GSA (الإنجليزية)